# 园田隆二
园田隆二（日语：／ Sonoda Ryūji，1973年9月16日—），日本男子柔道运动员。他曾代表日本参加1994年亚洲运动会柔道比赛，获得男子60公斤级银牌。他也曾获得二枚世界柔道锦标赛奖牌。